# Dendronephthya biformata
Dendronephthya biformata är en korallart som beskrevs av Harrison 1908. Dendronephthya biformata ingår i släktet Dendronephthya och familjen Nephtheidae. Inga underarter finns listade i Catalogue of Life.